# Yohoia
Genre
Espèce
Yohoia est un genre éteint de tout petits animaux du Cambrien moyen (il y a environ 505 Ma (millions d'années), dont on a retrouvé les fossiles dans la formation géologique des schistes de Burgess de Colombie-Britannique, au Canada. Il a été placé parmi les arachnomorphes, un groupe d'arthropodes qui inclut les chélicérates et les trilobites.
Une seule espèce est rattachée au genre : Yohoia tenuis, décrite par Charles Doolittle Walcott en 1912.

## Description
Yohoia tenuis a une longueur totale entre 7 et 23 millimètres.
Il présente un bouclier crânien qui est suivi par 13 tergites ou plaques. De chaque côté, le bas de chaque côté des 10 premières plaques se terminait par des pointes triangulaires pointant vers l'arrière. Les trois dernières plaques étaient des tubes complets, encerclant tout le tronc de l'animal. À l'extrémité du tronc, il y avait une queue en forme de pagaie. Il y avait également à l'avant du bouclier crânien une paire de longues extensions. Celles-ci avaient un « coude » prononcé et se terminait par quatre longues épines, assez similaires à des doigts en apparence. Il y avait de plus trois appendices au bas de la tête de la créature, supposées l'avoir supporté sur les fonds sablonneux ou silteux des mers où il vivait. Il y avait également des appendices solitaires pendant sous les plaques corporelles qui étaient un peu comme des « nageoires », probablement utilisés pour nager et respirer. En outre, l'animal présente des formations bulbeuses à l'avant de la tête qui pourraient avoir servi d'yeux.
Yohoia tenuis est considéré comme un animal benthique qui nageait un peu au-dessus des fonds boueux des mers, utilisant ses appendices pour la capture de proies ou pour se nourrir d'animaux morts.